# Museu de la Memòria de Rosario
El Museu de la Memòria és un museu situat a la ciutat de Rosario que tracta principalment sobre la violència política i el terrorisme d'Estat a Argentina en les dècades de 1970 i 1980. El museu, creat en 1998, ocupa des de 2010 l'antiga seu del Comando de l'II Cos d'Exèrcit i que va ser utilitzat per fer els consells de guerra de moltes víctimes del terrorisme d'Estat.

## Història
El 1996, representants de diferents organismes de Rosario a favor dels drets humans, constituïren la primera Comissió Pro Museu, creada a instàncies del Consell Municipal. Dos anys més tard, el 26 de febrer de 1998, es publicà l'ordenança a partir de la qual es creà el Museu Nacional de la Memòria de Rosario. Els objectius del Museu són la preservació de la memòria del terrorisme d'Estat que patí l'Argentina durant la dictadura militar; el desenvolupament d'activitats de recerca i pedagògiques; el foment del diàleg intergeneracional; afermar valors com la llibertat, la justícia i la dignitat; i la comunicació permanent amb l'art i la literatura com a mitjans per explicar la història recent del país. El Museu de la Memòria de Rosario forma part de la Coalició Internacional de Llocs de Consciència (www.sitesofconscience.org).
L'any 1976, el general Jorge Rafael Videla es feu amb el govern del país. Més endavant, seria substituït, de forma respectiva, pels generals Viola, Galtieri i Bignone. Aquests generals instauraren una dictadura militar caracteritzada per l'extermini de les guerrilles revolucionàries i per la "desaparició" de milers de ciutadans, que no acabaria fins l'obertura democràtica de 1984. El Museu Nacional de la Memòria de Rosario està ubicat en l'edifici des del qual, entre els anys 1976 i 1983, va funcionar el Comandament del II Cos de l'Exèrcit. Es tracta d'un espai emblemàtic de la història del terrorisme d'Estat a la ciutat de Rosario, ja que des de les seves oficines es va confeccionar el pla de persecució i extermini que afectaria a les sis províncies que restaven sota la seva jurisdicció: Santa Fe, Entre Ríos, Corrientes, Misiones, Chaco i Formosa.